# Brisbane Challenger
Il Brisbane Challenger è stato un torneo professionistico di tennis giocato su campi in cemento indoor. Faceva parte dell'ATP Challenger Series. Si giocava annualmente a Brisbane in Australia.

## Albo d'oro

### Singolare
| Anno       | Campione        | Finalista       | Punteggio     |
| ---------- | --------------- | --------------- | ------------- |
| 2007       | Joseph Sirianni | Gō Soeda        | 1–6, 6–0, 6–3 |
| 2006- 1990 | Non disputato   | Non disputato   | Non disputato |
| 1989       | Todd Woodbridge | Scott Warner    | 7–6, 6–3      |
| 1988       | Laurie Warder   | Stephen Furlong | 3–6, 6–0, 7–6 |
| 1987       | John Frawley    | Mark Kratzmann  | 6–2, 6–2      |
| 1986       | Brad Drewett    | Craig A. Miller | 0–6, 6–1, 6–4 |
| 1985- 1982 | Non disputato   | Non disputato   | Non disputato |
| 1981       | Chris Johnstone | Phil Dent       | 6–4, 6–4      |

### Doppio
| Anno       | Campioni                          | Finalisti                    | Punteggio           |
| ---------- | --------------------------------- | ---------------------------- | ------------------- |
| 2007       | Rameez Junaid Daniel King-Turner  | Carsten Ball Adam Feeney     | 3–6, 7–6(3), [10–8] |
| 2006- 1990 | Non disputato                     | Non disputato                | Non disputato       |
| 1989       | Desmond Tyson Brett Custer        | Shane Barr Ted Scherman      | 6–3, 6–7, 6–1       |
| 1988       | Paul Kronk Peter Wright           | Stephen Furlong John Gibson  | 6–7, 6–4, 6–4       |
| 1987       | Jason Stoltenberg Todd Woodbridge | Stephen Furlong Peter Wright | 6–3, 7–5            |
| 1986       | Peter Doohan Laurie Warder        | Brad Drewett Craig A. Miller | 7–5, 7–5            |
| 1985- 1982 | Non disputato                     | Non disputato                | Non disputato       |
| 1981       | Chris Johnstone Craig A. Miller   | Brad Drewett Warren Maher    | 6–4, 7–5            |